# Шишково (Калининградская область)
Шишково (до 1938 — Шиллелен (нем. Schillehlen), до 1947 — Зилленфельде (нем. Sillenfelde)) — посёлок в Озёрском городском округе Калининградской области. До 2014 года входил в состав Красноярского сельского поселения.

## Население
| 1818 | 1863 | 1910 | 1939 | 2002 | 2010 |
| ---- | ---- | ---- | ---- | ---- | ---- |
| 207  | ↗321 | ↘279 | ↘234 | ↘168 | ↘155 |

По состоянию на 1818 г. в поселке проживало 279 жителей, до 1863 г. численность возросла до 321 жителя. В последующем население уменьшалось и к 1910 году вновь составило 279 человек. По состоянию на 1939 г. население составило 234 человека.

## История
В 1938 году Шиллелен (Schillehlen) был переименован в Зилленфельде (Sillenfelde), в 1946 году — в поселок Шишково.